# Liste der sächsischen Gesandten in Russland
Diese Liste enthält diplomatische Vertreter des Kurfürstentums und des Königreichs Sachsen im Kaiserreich Russland von 1700 bis 1870.

## Vertreter

### Kurfürstentum Sachsen
Seit 1700 gab es Beauftragte des Kurfürstentums Sachsen am kaiserlichen Hof in St. Petersburg. Diese waren als Gesandte, außerordentliche Gesandte, bevollmächtigte Minister, Legationsräte, Legationssekretäre oder Residenten ernannt. Zeitweise gab es mehrere Bevollmächtigte gleichzeitig.
- 1700–1706: Jost Friedrich von Arnstedt[2]
- 1705–1706: Wolf Heinrich von Venediger
- 1709–1715: Friedrich Vitzthum von Eckstädt

- 1711–1718: Johann Adolph von Loß
- 1718–1720: Martin Frensdorff
- 1721–1734: Johann von Le Fort
- 1734–1736: Moritz Karl von Lynar
- 1736–1740: Ulrich Friedrich von Suhm
- 1740–1741: Moritz Karl von Lynar
- 1742–1745: Nikolaus Willibald von Gersdorff[3]
- 1746–1747: Ludwig Siegfried Vitzthum von Eckstädt
- 1748–1756: Johann Ferdinand August von Funck
- 1761–1765: Johann Moritz Prasse
- 1765–1768: Carl von der Osten-Sacken

...

### Königreich Sachsen
Seit 1806 gab es das Königreich Sachsen.
...
- 1811–1812: Karl von Watzdorf
- 1812–1816: vakant
- 1816–1831: Georg von Einsiedel
- 1831–1834: vakant
- 1834–1838: Karl August von Lützerode
- 1839–1852: Albin Leo von Seebach
- 1852–1853: Karl Friedrich Vitzthum von Eckstädt
- 1853–1864: Hans von Könneritz
- 1864–1867: Richard von Könneritz
- 1867–1870: Resident in Wien

Nach der Gründung des Deutschen Kaiserreiches 1871 gab es keine gesonderten sächsischen diplomatischen Vertreter in Russland mehr.